# Interbang!?
Interbang!? o Le 7 torri di Pisa è una serie televisiva italiana di 26 puntate, realizzata da Paul Casalini, con la collaborazione di reti televisive estere, nel 1984.
Fu trasmessa in prima TV in Svizzera sull'allora TSI nel 1988, in Italia su Junior TV nel gennaio 1989 e l'anno successivo su Odeon TV, nel Regno Unito su The Children's Channel. Tra gli attori figurano Gianna Coletti nei panni della Zingara e Jean-Christophe e Brunetto Casalini, figli del produttore, nei panni di Gianni e Bruno.

## Trama

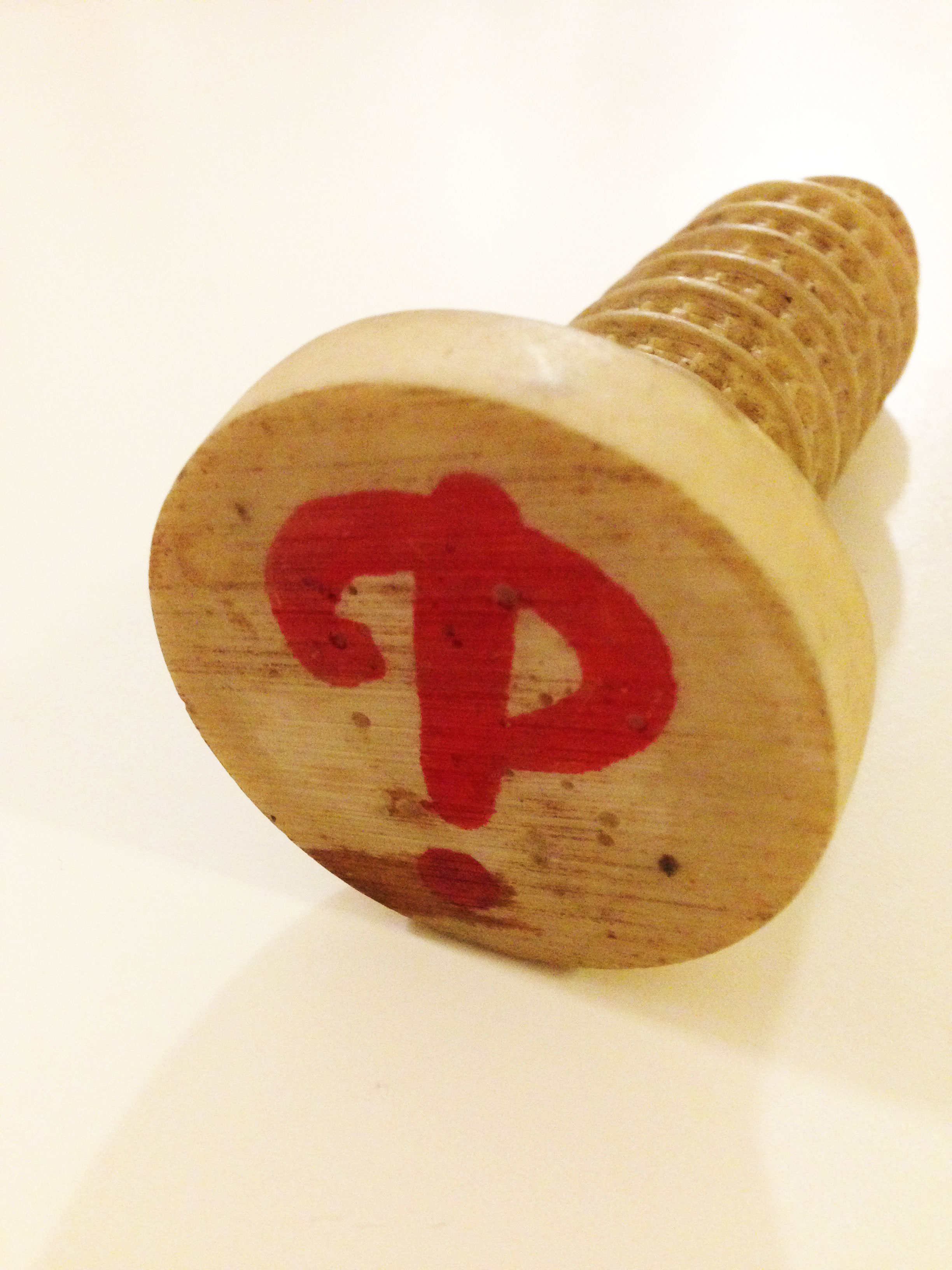
L'interrobang, simbolo inciso sotto la base delle torrette magiche

Un losco individuo, chiamato semplicemente il Boss o il Capo, trova l'ultima pagina di un antico testo di magia e capisce che, una volta ottenuto il libro, può trarne un grande potere. Si mette, quindi, alla ricerca del libro che viene ritrovato in una libreria di Pisa. Sfortunatamente per lui, lo stesso giorno in cui va a ritirarlo il libro viene scambiato con un altro acquistato dal Professor Henry Williner. Una volta a casa il professore, dopo essersi accorto dell'errore, si mette a studiare il libro e contatta il suo professore di fisica Joseph Solfori a cui consegna il libro.
Il Professor Solfori, dopo aver compreso la prima parte del libro, realizza 7 miniature della torre pendente di Pisa. Il professore, braccato dal Boss, decide di nascondere in vari luoghi del mondo le sette miniature della torre, apparentemente indistinguibili da un comune souvenir, eccetto per l'interrobang (qui chiamato "interbang") impresso sotto la base, in sette colori diversi. In realtà ognuna contiene un frammento di metallo magico, che conferisce loro diversi poteri, dal teletrasporto al ringiovanimento. Il Boss riesce a rintracciare il Professor Solfori e lo rapisce per farsi rivelare dove sono nascoste le miniature. Con una serie di buffe torture Marylin ed il boss riescono a farsi rivelare il nascondiglio di alcune delle statuette, in forma di enigmi. Ogni volta il professore afferma che non parlerà, poi finge di aver non ricordare, e infine cede. Ad un certo punto questi usa la torre che fa ringiovanire e ritorna un ragazzino perdendo davvero parzialmente la memoria, ma ricorda comunque abbastanza da rivelare i nascondigli delle altre statuette, dopo che Marylin, Maria ed il Boss lo avranno sottoposto ad altre buffe e spesso improbabili torture.
Due giovani studenti, i fratelli Gianni e Bruno (interpretati dai figli del regista e autore), girano il mondo, visitandone i più suggestivi e famosi luoghi, per trovare le torri prima che lo faccia il Boss, risolvendo gli enigmi che il professore ha disseminato nei posti più impensabili del globo, scritti su bigliettini con il marchio interbang, come in una caccia al tesoro, e vivendo molte avventure, spesso surreali.
Sulle loro tracce c'è il Killer, un sicario "a noleggio" pasticcione e sfortunato (una gag ricorrente lo vede rimanere sempre senza benzina nel momento peggiore).
Nel finale, il Killer decide di ribellarsi al Boss e tenere per sé le sette miniature. In una stanza segreta della vera torre di Pisa si trova una specie di monolito con sette fori disposti a cerchio: la leggenda vuole che inserendo le sette torri in un ordine preciso verrà rivelato il loro massimo potere. Il Killer sbaglia l'ordine, e la torre di Pisa, raddrizzatasi, diventa un razzo e parte per lo spazio, con il Killer imprigionato dentro, verso una destinazione ignota.

## Distribuzione
Dal 4 ottobre 2016 al 20 settembre 2017, con cadenza settimanale di mercoledì mattina, la Paul Casalini & C. ha pubblicato la serie su YouTube dividendo gli originali 26 episodi in 52 puntate di 10 minuti circa.